# Episodi di Alle meine Töchter (quinta stagione)
La quinta stagione della serie televisiva Alle meine Töchter è stata trasmessa in anteprima in Germania dalla ZDF tra il 4 gennaio 2001 e il 12 aprile 2001.
| nº | Titolo originale                   | Titolo italiano | Prima TV Germania | Prima TV Italia |
| -- | ---------------------------------- | --------------- | ----------------- | --------------- |
| 0  | Silvester 1999 - Reine Nervensache | inedito         | 31 dicembre 1999  | inedito         |
| 1  | Eine verrückte Gesellschaft        | inedito         | 4 gennaio 2001    | inedito         |
| 2  | Zweifelhafte Geschäfte             | inedito         | 11 gennaio 2001   | inedito         |
| 3  | Der Meisterpoker                   | inedito         | 18 gennaio 2001   | inedito         |
| 4  | Das Virus                          | inedito         | 25 gennaio 2001   | inedito         |
| 5  | Ein unglaublicher Tag              | inedito         | 1º febbraio 2001  | inedito         |
| 6  | Mehrere Sünden                     | inedito         | 8 febbraio 2001   | inedito         |
| 7  | Aufgeflogen                        | inedito         | 22 febbraio 2001  | inedito         |
| 8  | Die Hiobsbotschaft                 | inedito         | 1º marzo 2001     | inedito         |
| 9  | Schlüsselszenen                    | inedito         | 8 marzo 2001      | inedito         |
| 10 | Bangen und hoffen                  | inedito         | 22 marzo 2001     | inedito         |
| 11 | Engel, Boten und Zeichen           | inedito         | 29 marzo 2001     | inedito         |
| 12 | Die Stimme des Volkes              | inedito         | 5 aprile 2001     | inedito         |
| 13 | Eine Frage des Maßstabes           | inedito         | 12 aprile 2001    | inedito         |